# NBA All-Star Game 1963
L'NBA All-Star Game 1963, svoltosi a Los Angeles, vide la vittoria finale della Eastern Division sulla Western Division per 115 a 108.
Bill Russell, dei Boston Celtics, fu nominato MVP della partita.

## Squadre

### Western Division
| Western Division |                        |     |     |     |     |     |     |     |     |
| Giocatore        | Squadra                | MIN | FGM | FGA | FTM | FTA | RIM | AST | PT  |
| Walt Bellamy     | Chicago Zephyrs        | 14  | 1   | 4   | 0   | 2   | 1   | 2   | 2   |
| Bob Pettit       | St. Louis Hawks        | 32  | 7   | 16  | 11  | 12  | 13  | 0   | 25  |
| Wilt Chamberlain | San Francisco Warriors | 35  | 7   | 11  | 3   | 7   | 19  | 0   | 17  |
| Jerry West       | Los Angeles Lakers     | 32  | 5   | 15  | 3   | 4   | 7   | 5   | 13  |
| Elgin Baylor     | Los Angeles Lakers     | 36  | 4   | 15  | 9   | 13  | 14  | 7   | 17  |
| Tom Meschery     | San Francisco Warriors | 8   | 1   | 3   | 1   | 2   | 1   | 1   | 3   |
| Don Ohl          | Detroit Pistons        | 12  | 1   | 4   | 1   | 1   | 0   | 2   | 3   |
| Lenny Wilkens    | St. Louis Hawks        | 25  | 2   | 7   | 0   | 1   | 2   | 3   | 4   |
| Bailey Howell    | Detroit Pistons        | 11  | 2   | 3   | 0   | 0   | 1   | 1   | 4   |
| Rudy LaRusso     | Los Angeles Lakers     | 11  | 3   | 3   | 0   | 0   | 1   | 2   | 6   |
| Terry Dischinger | Chicago Zephyrs        | 7   | 3   | 3   | 1   | 1   | 1   | 0   | 7   |
| Guy Rodgers      | San Francisco Warriors | 17  | 3   | 6   | 1   | 2   | 2   | 4   | 7   |
| Totale           |                        | 240 | 39  | 90  | 30  | 45  | 62  | 27  | 108 |
| All. Fred Schaus | Los Angeles Lakers     |     |     |     |     |     |     |     |     |

MIN: minuti. FGM: tiri dal campo riusciti. FGA: tiri dal campo tentati. FTM: tiri liberi riusciti. FTA: tiri liberi tentati. RIM: rimbalzi. AST: assist. PT: punti

### Eastern Division
| Eastern Division  |                    |             |             |             |             |             |             |             |             |
| Giocatore         | Squadra            | MIN         | FGM         | FGA         | FTM         | FTA         | RIM         | AST         | PT          |
| Jack Twyman       | Cincinnati Royals  | 16          | 6           | 12          | 0           | 0           | 4           | 1           | 12          |
| Tom Heinsohn      | Boston Celtics     | 21          | 6           | 11          | 3           | 4           | 2           | 1           | 15          |
| Bill Russell      | Boston Celtics     | 37          | 8           | 14          | 3           | 4           | 24          | 5           | 19          |
| Oscar Robertson   | Cincinnati Royals  | 37          | 9           | 15          | 3           | 4           | 3           | 6           | 21          |
| Bob Cousy         | Boston Celtics     | 25          | 4           | 11          | 0           | 0           | 4           | 6           | 8           |
| Red Kerr          | Syracuse Nationals | 11          | 0           | 4           | 2           | 2           | 2           | 1           | 2           |
| Lee Shaffer       | Syracuse Nationals | 19          | 6           | 13          | 0           | 0           | 1           | 1           | 12          |
| Johnny Green      | New York Knicks    | 27          | 6           | 8           | 1           | 1           | 5           | 0           | 13          |
| Tom Gola          | New York Knicks    | 18          | 1           | 3           | 0           | 0           | 2           | 1           | 2           |
| Hal Greer         | Syracuse Nationals | 15          | 3           | 7           | 0           | 0           | 3           | 2           | 6           |
| Richie Guerin     | New York Knicks    | 14          | 2           | 3           | 1           | 3           | 1           | 1           | 5           |
| Wayne Embry       | Cincinnati Royals  | infortunato | infortunato | infortunato | infortunato | infortunato | infortunato | infortunato | infortunato |
| Totale            |                    | 240         | 51          | 101         | 13          | 18          | 51          | 25          | 115         |
| All. Red Auerbach | Boston Celtics     |             |             |             |             |             |             |             |             |

MIN: minuti. FGM: tiri dal campo riusciti. FGA: tiri dal campo tentati. FTM: tiri liberi riusciti. FTA: tiri liberi tentati. RIM: rimbalzi. AST: assist. PT: punti